# Sông Trới
Sông Trới là một con sông nhỏ tại Quảng Ninh. Sông chảy qua phường Hoành Bồ, thành phố Hạ Long. Sông bắt nguồn từ một ngọn núi thuộc dãy núi Đông Triều, chảy theo hướng Tây Nam và đổ ra vịnh Cửa Lục. Trên địa bàn phường Hoành Bồ có 2 cây cầu là Cầu Trới I và II bắc qua con sông Trới, có tỉnh lộ 324 đi Ba Chẽ, tỉnh lộ 326 đi Dương Huy, Cẩm Phả, Quốc lộ 279 đi Bắc Giang và có Cao tốc Hạ Long - Vân Đồn đi qua.